# Stanislav Gomozkov
Stanisłav Gomozkow, född den 3 augusti 1948, är en sovjetisk bordtennisspelare. Han var världsmästare i mixed dubbel och flerfaldig europamästare i mixed dubbel .
1967 var det nära att Gomozkow tillsammans med Anatolij Amelin vann VM-guld i dubbel. I finalen mötte de det svenska paret Hans Alsér och Kjell Johansson men förlorade trots ledning tre gånger och matchboll i femte och avgörande set. Vinsten för svenskarna gav Sverige dess första VM-guld i bordtennis. Det skulle dröja åtta år innan Gomozkow spelade en VM-final igen, den här gången var det i mixed dubbel tillsammans med Tatiana Ferdman. Det gick bättre den här gången och de vann med 3 - 0 i set över det sovjetiska paret Sarkis Sarkhojan och Elmira Antonjan.
Han spelade sitt första VM 1965 och 1977, 13 år senare sitt sista. Under sin karriär tog han 3 medaljer i bordtennis-VM 1 guld, 1 silver och 1 brons.
I EM vann Gomozkow tillsammans med Zoja Rudnova mixed dubbeln 4 gånger i rad  mellan 1968 och 1974, 1976 gick de till semifinal.
Hans största styrka var hans backhandslag som var så bra att backhandslaget som spelare som spelar idag har jämförs med det som han hade 30-40 år tidigare.
1965 och 1966 vann han 5 guld i ungdoms-EM.

## Meriter
- Bordtennis VM
  - 1965 i Ljubljana
    - 8:e plats med det sovjetiska laget

  - 1967 i Stockholm
    - 2:a plats dubbel med Anatolij Amelin
    - 6:e plats med det sovjetiska laget

  - 1969 i München
    - kvartsfinal singel
    - 3:e plats dubbel med Anatolij Amelin
    - kvartsfinal mixed dubbel
    - 8:e plats med det sovjetiska laget

  - 1971 i Nagoya
    - kvartsfinal mixed dubbel

  - 1973 i Sarajevo
    - 4:e plats med det sovjetiska laget

  - 1975 i Calcutta
    - kvartsfinal dubbel
    - 1:a plats mixed dubbel (med Tatiana Ferdman)
    - 7:e plats med det sovjetiska laget

  - 1977 i Birmingham
    - 7:e plats med det sovjetiska laget

- Bordtennis EM
  - 1966 i London
    - 3:e plats dubbel
    - 2:a plats med det sovjetiska laget

  - 1968 i Lyon
    - kvartsfinal singel
    - 3:e plats dubbel
    - 1:a plats mixed dubbel (med Zoja Rudnova)
    - 2:a plats med det sovjetiska laget

  - 1970 i Moskva
    - kvartsfinal singel
    - 3:e plats dubbel
    - 1:a plats mixed dubbel (med Zoja Rudnova)

  - 1972 i Rotterdam
    - kvartsfinal singel
    - kvartsfinal dubbel
    - 1:a plats mixed dubbel (med Zoja Rudnova)

  - 1974 i Novi Sad
    - 3:e plats dubbel
    - 1:a plats mixed dubbel (med Zoja Rudnova)

  - 1976 i Prag
    - 3:e plats mixed dubbel (med Zoja Rudnova)

- Europa Top 12
  - 1972 i Zagreb: 5:e plats
  - 1973 i Böblingen: 10:e plats
  - 1974 i Trollhättan: 11:e plats